# Sino (La Coruña)
Sino (en gallego y oficialmente, O Sino) es una aldea española situada en la parroquia de Barro, del municipio de La Baña, en la provincia de La Coruña, Galicia.

## Demografía
| Gráfica de evolución demográfica de Sino entre 2000 y 2018 |
|                                                            |
| Datos según el nomenclátor publicado por el INE.           |